# Tatjana Lebonda
Tatjana Dmitrijewna Lebonda, także Pietrowa (ros. Татьяна Дмитриевна Лебонда (Петрова), ur. 23 marca 1964 w Moskwie) – rosyjska lekkoatletka, biegaczka średniodystansowa, medalistka halowych mistrzostw Europy W czasie swojej kariery reprezentowała Związek Radziecki.

## Kariera sportowa
Zdobyła srebrny medal w biegu na 1500  metrów na halowych mistrzostwach Europy w 1986 w Madrycie, przegrywając jedynie ze swą koleżanką z reprezentacji ZSRR Swietłana Kitową, a wyprzedzając Miticę Junghiatu z Rumunii.
Była halową wicemistrzynią ZSRR w biegu na 1500 metrów w 1986.
Rekordy życiowe Lebondy:
- bieg na 800 metrów – 2:01,1 (8 lipca 1988, Moskwa)
- bieg na 1500 metrów – 4:09,19 (19 lipca 1982, Leningrad)
- bieg na 1000 metrów (hala) – 2:37,74 (1 lutego 1986, Moskwa)
- bieg na 1500 metrów (hala) – 4:07,64 (6 lutego 1986, Moskwa)